# Polyalthia macropoda
Espèce
Synonymes
- Cleistopetalum borneense H.Okada[2]
- Guatteria macropoda (Miq.) Zipp. ex Burck[2]
- Monoon macropodum Miq.[2]
- Phaeanthus crassipetalus var. papuanus Scheff.[2]
- Phaeanthus ebracteolatus (C.Presl) Merr.[2]
- Phaeanthus macropodus (Miq.) Diels[2]
- Phaeanthus nigrescens Elmer[2]
- Phaeanthus pubescens Merr.[2]
- Phaeanthus schefferi Boerl. ex Koord.[2]
- Polyalthia macropoda (Miq.) F.Muell.[2]
- Polyalthia macropoda King[2]
- Unona tripetala Blanco[2]
- Uvaria ebracteata C. Presl[2]
- Uvaria ophthalmica Roxb. ex G.Don[2]
- Uvaria tripetala Roxb.[2]

Polyalthia macropoda est une espèce de plantes à fleurs de la famille des Annonaceae originaire de Bornéo et de Malésie.

## Taxonomie
Selon Plants of the World Online, Polyalthia macropoda King est un synyme de Monoon borneense (H.Okada) B.Xue & R.M.K.Saunders.
De plus, le nom homonyme  Polyalthia macropoda (Miq.) F.Muell. est un synonyme de Phaeanthus ophthalmicus (Roxb. ex G.Don) J.Sinclair.

## Publication originale
- Journal of the Asiatic Society of Bengal. Part 2. Natural History 61: 60. 1893.